# سیارک ۱۳۷۴۵
سیارک ۱۳۷۴۵ (به انگلیسی: 13745 Mikecosta، نامگذاری:1998SL42) سیزده هزار و هفتصد و چهل و پنجمین سیارک کشف شده‌است که در ۲۸ سپتامبر ۱۹۹۸ کشف شد.
قدر مطلق سیارک برابر ۱۹.۵ است.